# Godyr (Burkina Faso)
Pour les articles homonymes, voir Godyr.
Godyr est une commune rurale et le chef-lieu du département de Godyr situé dans la province du Sanguié de la région Centre-Ouest au Burkina Faso.

## Éducation et santé
Godyr accueille un centre de santé et de promotion sociale (CSPS) tandis que le centre médical avec antenne chirurgicale (CMA) de la province se trouve à Réo.